# Eunidia ruficornis
Eunidia ruficornis es una especie de escarabajo longicornio del género Eunidia, categorizada en la tribu Eunidiini, de la subfamilia Lamiinae. Fue descrita por Breuning en 1949.

## Descripción
Mide 6 mm de longitud.

## Distribución
Se distribuye por Kenia.